# Área metropolitana de Zaragoza

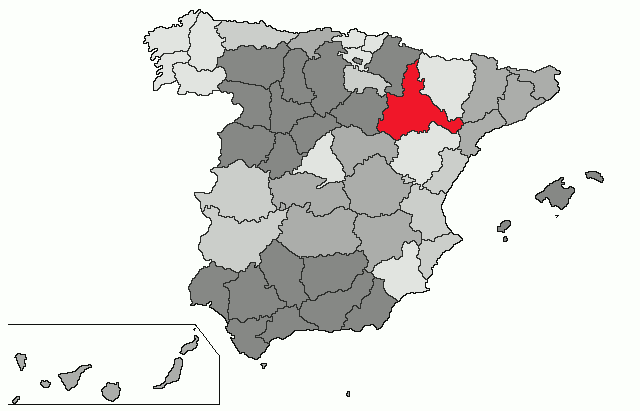
Localización de la provincia de Zaragoza en España.

El área metropolitana de Zaragoza es un área urbana centrada en torno a la ciudad de Zaragoza (España). A mediados de los años noventa se realizó un proyecto de delimitación del hecho metropolitano al albur del proceso comarcalizador en Aragón, este proceso cristalizó en la publicación en 1996 de un trabajo realizado por el Departamento de Ordenación del Territorio (Geografía) de la UZ en el que se definían los límites de la comarca de Zaragoza.
Según la clasificación de 1996 el área metropolitana la conformaban 18 municipios y según el estudio publicado en 2001 ya eran 26 los municipios integrantes, hoy día una reedición de estos estudios sin duda implicaría la suma de al menos otros 8 nuevos municipios que se encuentran en un radio de acción de la ciudad de Zaragoza.
El área metropolitana de Zaragoza se puede clasificar como "escasa" con 111.461 habitantes en comparación con el municipio de Zaragoza, quinto más poblado de España con 683.949 hab. (694.109 hab. según el padrón municipal a 2023). El área metropolitana relega a Zaragoza a la décima posición con 795.410 hab. tomando la población censal de los municipios que se encuentran a un radio de 25-30 km, aunque tomando la población censal de 2023 de los 34 municipios que es encuentra a un radio de 30 kilómetros del centro del área metropolitana se alcanzan los 800.565 hab. En otros estudios más recientes en su área metropolitana funcional cuenta con 871 512 habitantes, el 71 % de la población aragonesa.

## Clasificaciones

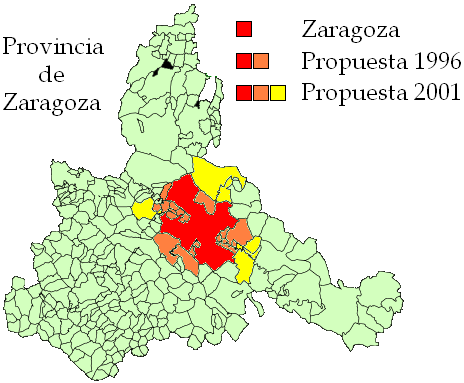
Localización del área metropolitana de Zaragoza en la provincia de Zaragoza.

El área metropolitana puede organizarse en cuatro zonas por puntos cardinales. La zona norte correspondería a los municipios ribereños del río Gállego, la sur a los del río Huerva, y las zonas este y oeste serían los municipios ubicados en torno al río Ebro. Cabe destacar como el crecimiento demográfico ha sido mayor en las zonas oeste y sur.

### Propuesta de delimitación del año 1996
Según la propuesta elaborada por M.ª Yolanda Sánchez Degano, del Departamento de Geografía y Ordenación del Territorio de la Universidad de Zaragoza, en el año 1996, la población del área metropolitana de Zaragoza en el año 2008 era de 733 762 habitantes, con una superficie de 1764,7 km², lo que supone una densidad de 415,81 hab/km², y abarca 18 municipios de tres comarcas, todos ellos de la provincia de Zaragoza, a saber:
- Comarca Central (11 municipios): Alfajarín, Cadrete, Cuarte de Huerva, El Burgo de Ebro, María de Huerva, Nuez de Ebro, Pastriz, La Puebla de Alfindén, Utebo, Villamayor de Gállego, Villanueva de Gállego y Zaragoza.
- Ribera Alta del Ebro (6 municipios): Alagón, Figueruelas, La Joyosa, Pinseque, Sobradiel y Torres de Berrellén.
- Valdejalón (1 municipio): La Muela.

### Propuesta del proyecto AUDES
El proyecto AUDES se basa en la delimitación realizada en 1996 y en la división administrativa de la comarca de Zaragoza (constituida como Comarca Central en 2019). Según AUDES el «área urbana» de Zaragoza abarca 2289,64 km² (muy similar a las dimensiones de la propia Comarca Central 2288,80 km²) con una población en 2010 de 747.377 habitantes (frente a los 746 719 hab. de la comarca de Zaragoza), con una densidad de población de 326,41 hab/km², y abarca 18 municipios de cuatro comarcas, todos ellos de la provincia de Zaragoza, a saber:
- Comarca Central (13 municipios): Alfajarín, Cadrete, Cuarte de Huerva, El Burgo de Ebro, María de Huerva, Pastriz, La Puebla de Alfindén, San Mateo de Gállego, Utebo, Villamayor de Gállego, Villanueva de Gállego, Zaragoza y Zuera.
- Ribera Alta del Ebro (3 municipios): Pinseque, Sobradiel y Torres de Berrellén.
- Valdejalón (1 municipio): La Muela.
- Los Monegros (1 municipio): Leciñena.

### Carácter y localización de las nuevas empresas en el área metropolitana de Zaragoza 1997-2000 (2001)
Según la delimitación establecida en el estudio "Carácter y localización de las nuevas empresas en el área metropolitana de Zaragoza (1997-2000)" elaborado en el año 2001 por Ángela López, Luis Alfonso Castellano, Carmen Díez y Ana Escalona, de la Universidad de Zaragoza, la población del área metropolitana de Zaragoza en 2021 era de 784.469 habitantes, con una superficie de 2.512,1 km², lo que supone una densidad de 305,06 hab/km², el AM se extendía hasta las isócronas de los 25-30 km de la ciudad central abarcando 26 municipios de tres comarcas, todas ellas de la provincia de Zaragoza, a saber:
- Comarca Central (17 municipios): Alfajarín, Cadrete, Cuarte de Huerva, El Burgo de Ebro, Fuentes de Ebro, María de Huerva, Nuez de Ebro, Osera de Ebro, Pastriz, La Puebla de Alfindén, San Mateo de Gállego, Utebo, Villafranca de Ebro, Villamayor de Gállego (antiguo barrio rural segregado de Zaragoza en abril de 2006), Villanueva de Gállego, Zaragoza y Zuera.
- Ribera Alta del Ebro (9 municipios): Alagón, Bárboles, Figueruelas, Grisén, La Joyosa, Pedrola, Pinseque, Sobradiel y Torres de Berrellén.
- Valdejalón (1 municipio): La Muela.
- Hoy día, gracias a la mejoría de las infraestructuras, al incremento del nivel de renta y al crecimiento de la ciudad central (mayor tamaño del núcleo central metropolitano es igual a mayor capacidad de atracción) en estos diez últimos años, sin lugar a dudas se pueden considerar como nuevos municipios integrados funcionalmente en el AM de Zaragoza a los municipios de Cabañas de Ebro, Perdiguera, Leciñena, Farlete, Mediana de Aragón, Botorrita, Mozota y Muel. Estos 8 municipios se encuentran en un radio de acción de 30 km (o 15 minutos) de la ciudad de Zaragoza.

En la siguiente tabla se detalla la extensión, población y densidad de los municipios, una breve serie histórica de población desde 1970, y la clasificación municipal por ejes:
| Municipio                                             | Extensión km² | Población 2023 | Población 2021 | Población 2010 | Densidad hab/km² | Población 2009 | Población 2008 | Población 2006 | Población 2001 | Población 1996 | Población 1991 | Población 1981 | Población 1970 |
| ----------------------------------------------------- | ------------- | -------------- | -------------- | -------------- | ---------------- | -------------- | -------------- | -------------- | -------------- | -------------- | -------------- | -------------- | -------------- |
| Casco urbano de Zaragoza                              |               |                |                |                |                  | 643 131        | 635 459        | 619 563        | 581 317        |                |                |                |                |
| 14 Barrios Rurales de Zaragoza y población diseminada |               |                |                | 31 307         |                  | 29 123         | 28 616         | 29 618         | 27 683         |                |                |                |                |
| Ciudad de Zaragoza                                    | 967,1         | 683 949        | 675 301        | 675 121        | 688 81           | 674 317        | 666 129        | 649 181        | 610 976        | 601 674        | 622 371        | 590 750        | 479 845        |
| Farlete                                               | 104,12        | 411            | 378            | 439            | 4,15             | 432            |                |                |                |                |                |                |                |
| Leciñena                                              | 178,59        | 1102           | 1132           | 1305           | 7,27             | 1299           |                |                |                |                |                |                |                |
| Perdiguera                                            | 110,09        | 553            | 567            | 664            | 6,01             | 662            |                |                |                |                |                |                |                |
| San Mateo de Gállego                                  | 71,6          | 3439           | 3415           | 3079           | 40,43            | 3009           | 2895           | 2604           | 2181           | 2031           | 1827           | 1840           | 1701           |
| Villamayor de Gállego                                 | 93,0          | 2866           | 2768           | 2888           | 30,95            | 2.878          | -              | -              | -              | -              | -              | -              |                |
| Villanueva de Gállego                                 | 76,0          | 4807           | 4725           | 4379           | 53,96            | 4255           | 4101           | 3903           | 3271           | 2734           | 2460           | 2358           | 2235           |
| Zuera                                                 | 332,2         | 8639           | 8591           | 7510           | 21,94            | 7427           | 7288           | 6424           | 5562           | 5374           | 5206           | 5164           | 5052           |
| Zona norte (7 municipios)                             | 965,6         | 21 817         | 21 576         | 20 264         | 20,98            | 19 962         | 17 162         | 12 931         | 11 014         | 10 139         | 9493           | 9362           | 8988           |
| Alfajarín                                             | 137,6         | 2444           | 2372           | 2.168          | 14,77            | 2053           | 2032           | 1879           | 1538           | 1450           | 1546           | 1283           | 1171           |
| El Burgo de Ebro                                      | 24,9          | 2696           | 2538           | 2321           | 87,87            | 2298           | 2188           | 1937           | 1600           | 1447           | 1235           | 1170           | 1367           |
| Fuentes de Ebro                                       | 141,7         | 4643           | 4600           | 4617           | 31,16            | 4596           | 4416           | 4002           | 3934           | 3763           | 3758           | 3565           | 3534           |
| Nuez de Ebro                                          | 8,2           | 910            | 880            | 801            | 91,95            | 758            | 754            | 699            | 599            | 550            | 535            | 480            | 466            |
| Mediana de Aragón                                     | 90,57         | 444            | 465            | 481            | 5,43             | 492            |                |                |                |                |                |                |                |
| Osera de Ebro                                         | 24,6          | 401            | 395            | 473            | 18,13            | 457            | 446            | 417            | 353            | 361            | 356            | 309            | 351            |
| Pastriz                                               | 16,5          | 1320           | 1294           | 1384           | 83,70            | 1392           | 1381           | 1326           | 1072           | 893            | 748            | 765            | 841            |
| La Puebla de Alfindén                                 | 17,0          | 6497           | 6446           | 6.303          | 371,85           | 5033           | 4687           | 4029           | 2118           | 1578           | 1439           | 1357           | 1190           |
| Villafranca de Ebro                                   | 63,6          | 839            | 848            | 837            | 11,79            | 777            | 750            | 733            | 690            | 688            | 638            | 708            | 729            |
| Zona este (9 municipios)                              | 531,67        | 20 194         | 19 838         | 18 332         | 34,48            | 17 856         | 16 654         | 15 000         | 11 904         | 10 730         | 10 255         | 9637           | 9649           |
| Botorrita                                             | 19,8          | 572            | 516            | 536            | 27,27            | 540            |                |                |                |                |                |                |                |
| Cadrete                                               | 11,9          | 4569           | 4334           | 3054           | 212,44           | 2777           | 2528           | 2431           | 1729           | 1243           | 909            | 679            | 682            |
| Cuarte de Huerva                                      | 8,9           | 14629          | 13773          | 8658           | 719,55           | 7687           | 6404           | 3837           | 1953           | 1720           | 1369           | 1136           | 730            |
| La Muela                                              | 143,5         | 6453           | 6125           | 5166           | 30,79            | 4928           | 4419           | 3567           | 1580           | 1098           | 978            | 906            | 862            |
| María de Huerva                                       | 108,1         | 6430           | 6021           | 4729           | 37,08            | 4444           | 4008           | 2917           | 1303           | 849            | 809            | 731            | 715            |
| Mozota                                                | 8,68          | 128            | 124            | 114            | 13,59            | 118            |                |                |                |                |                |                |                |
| Muel                                                  | 79,17         | 1459           | 1436           | 1385           | 17,53            | 1.388          |                |                |                |                |                |                |                |
| Zona sur (7 municipios)                               | 380,05        | 34 240         | 32 329         | 23 642         | 62,20            | 21 909         | 17 359         | 12 752         | 6565           | 4910           | 4065           | 3452           | 2989           |
| Alagón                                                | 24,2          | 7256           | 7121           | 7178           | 284,88           | 7195           | 6894           | 6293           | 5636           | 5595           | 5487           | 5085           | 5114           |
| Cabañas de Ebro                                       | 8,55          | 486            | 487            | 556            | 65,26            | 558            |                |                |                |                |                |                |                |
| Figueruelas                                           | 16,9          | 1255           | 1239           | 1332           | 74,97            | 1351           | 1267           | 1130           | 1024           | 955            | 867            | 745            | 670            |
| Grisén                                                | 4,7           | 645            | 605            | 554            | 110,43           | 549            | 519            | 467            | 485            | 480            | 430            | 489            | 590            |
| La Joyosa                                             | 6,4           | 1145           | 1132           | 902            | 136,41           | 873            | 733            | 385            | 363            | 341            | 344            | 433            |                |
| Pedrola                                               | 113,7         | 3704           | 3572           | 3721           | 30,68            | 3667           | 3488           | 3168           | 2699           | 2582           | 2453           | 2138           | 2376           |
| Pinseque                                              | 16,1          | 4337           | 4184           | 3481           | 201,99           | 3423           | 3252           | 2724           | 1741           | 1472           | 1367           | 1168           | 1215           |
| Sobradiel                                             | 12,0          | 1120           | 1150           | 999            | 80,42            | 967            | 965            | 851            | 646            | 596            | 597            | 565            | 604            |
| Torres de Berrellén                                   | 54,0          | 1498           | 1460           | 1496           | 28,092           | 1523           | 1517           | 1449           | 1418           | 1402           | 1438           | 1490           | 1625           |
| Utebo                                                 | 17,7          | 18917          | 18851          | 17 999         | 1.017,89         | 17 667         | 16 966         | 14 920         | 11 345         | 9075           | 7766           | 5691           | 4107           |
| Zona oeste (10 municipios)                            | 274,25        | 40 365         | 39 801         | 37 886         | 138,14           | 37 802         | 35 741         | 31 735         | 25 379         | 22 520         | 20 746         | 17 715         | 16 734         |
| AM de Zgz 26 municipios de 2001, isócrona 25-30 km    | 2512,1        | 795 410        | 784 469        | 771 264        | 307,01           | 766 357        | 753 045        | 721 599        | 665 838        | 649 973        | 666 930        | 630 916        | 518 205        |
| AM de Zgz 34 municipios de 2010, isócrona 30 km       | 3118,67       | 800 565        | 789 469        | 775 245        | 248,58           | 771 846        |                |                |                |                |                |                |                |

- Cabe mencionar que en el municipio de Zaragoza existen casi 26 000 vecinos más los cuales están empadronados, pero no censados.

### Zaragoza: Área Metropolitana Funcional e Institucional contra Orgazación Metropoliana de Geografía Variable (D. P. Z., 2008)
Según este reciente acercamiento realizado por el profesor Rafael de Miguel González para la Diputación Provincial de Zaragoza, Zaragoza ejerce su influencia sobre un espacio funcional que se expande hasta la isócrona de los 90 km, ámbito en el que residen 871 512 habitantes.

## Zaragoza y Aragón
Zaragoza con 681.877 habitantes a fecha de 2020, supone el 51,22 % de la población aragonesa, mientras el área metropolitana (excluyendo Zaragoza ciudad) según el proyecto del año 2001, a datos de 2010, sumaba 96 143 habitantes (7,13 %), con un área formada por 25 municipios.
La siguiente tabla refleja el peso demográfico que representa la ciudad, comarca, las diversas propuestas de áreas metropolitanas y la provincia de Zaragoza respecto al total de la comunidad autónoma de Aragón.
| Entidad local                          | Extensión | %     | 2010      | %     |
| -------------------------------------- | --------- | ----- | --------- | ----- |
| Ciudad de Zaragoza                     | 967,1     | 2,0   | 675 121   | 50,11 |
| Comarca de Zaragoza                    | 2288,8    | 4,8   | 746.719   | 55,43 |
| Área metropolitana (proyecto AUDES)    | 2288,8    | 4,79  | 747 377   | 55,48 |
| Área metropolitana (propuesta 1996)    | 1764,7    | 3,7   | 733 762   | 54,4  |
| Área metropolitana (isocrona 25-30 km) | 2512,1    | 5,3   | 771 264   | 57,25 |
| Área metropolitana (isocrona 30 km)    | 3118,67   | 6,5   | 775 245   | 57,54 |
| Área metropolitana (isócrona 90 km)    |           |       | 871 512   | 64,69 |
| Provincia de Zaragoza                  | 17 274,3  | 36,2  | 973 252   | 72,24 |
| Total Aragón                           | 47 719,2  | 100,0 | 1 347 095 | 100,0 |